# František Čermák (architekt)
František Čermák, křtěný František Filip (2. dubna 1903, Nové Strašecí – 9. října 1998, Praha) byl český architekt.

## Životopis
František Čermák se narodil 2. dubna 1903 v Novém Strašecí. Roku 1922 úspěšně maturoval na reálném gymnáziu v Praze. V letech 1922 až 1927 studoval architekturu na ČVUT v Praze, kde se stal žákem Antonína Engela. Stane se dokonce Engelovým asistentem v letech 1934 až 1939. Zde se seznámil s Gustavem Paulem, svým budoucím spolupracovníkem. Roku 1929 navrhl svou první realizaci, a to Vilu soudního rady Hartla v Čerčanech.
Ve třicátých letech 20. století začíná spolupracovat s Gustavem Paulem. Jejich první prací je projekt krematoria ve Strašnicích roku 1926. Spolu předložili více než padesát návrhů na stavby, avšak jen malá část z nich byla zrealizována. Oba architekti vyhráli také soutěž na novou nemocnici v Praze-Motole, její výstavbě ale zabránila druhá světová válka.
Po druhé světové válce vyhrál architektonickou soutěž na budovu Národního shromáždění na Letné. Kvůli komunistickému puči byl však projekt zrušen. Spolu s dalšími architekty pak navrhl dostavbu areálu fakulty elektrotechniky ČVUT v Dejvicích a později i budovu fakulty stavební a architektury. Zásluhou Františka Čermáka byl na ČVUT otevřen obor zdravotnické stavby, kde spolu se svými studenty a asistenty shromáždil množství materiálů, plánů i fotografií v Československu i v zahraničí a vytvořil z nich archiv zdravotnických staveb.
František Čermák zemřel 9. října 1998 v Praze.

## Dílo

### Realizace
- Vila soudního rady Hartla, Čerčany, (1929)
- Rodinný dům (s. L. Třískou, J. Bezecným), Konopišťská čp. 739/XIII., Praha (1931–1932)
- Sanatorium (s. Gustavem Paulem, Antonínem Tenzerem), Vráž u Písku (1934–1935),
- Kancelářský a nájemní dům (s. G. Paulem), Křížová čp. 2143/XVI., Praha-Smíchov (1934–1935),
- Nástavba nájemního domu, Americká čp. 703/XII., Praha (1934–35),
- Budova policejního ředitelství (spolu s G. Paulem a Václavem Neckářem), Anglické nábřeží 1778/7, Plzeň (s 1936–1939)
- Prozatímní baráková nemocnice Motol, V úvalu 84 (s. G. Paulem), Praha-Motol (1942),
- Nemocnice, Chrudim (1948–1957)
- Šiklův ústav Městské všeobecné veřejné nemocnice (s G. Paulem), Plzeň (1948–1949)
- Studentské koleje, Koněvova čp. 93/XI., Praha-Žižkov (1953),
- Menza (s. G. Paulem), Jugoslávských partyzánů čp. 1580/XIX., Praha-Dejvice (1957–1967)
- Budovy Fakulty strojní a elektrotechnické ČVUT (s. V. Hladíkem, G. Paulem), Technická čp. 1902/XIX., Praha-Dejvice (1959–1965)
- Fakulta stavební ČVUT (s. G. Paulem, Jaroslavem Paroubkem), Thákurova čp. 2077/XIX., Praha-Dejvice (1962–1983)

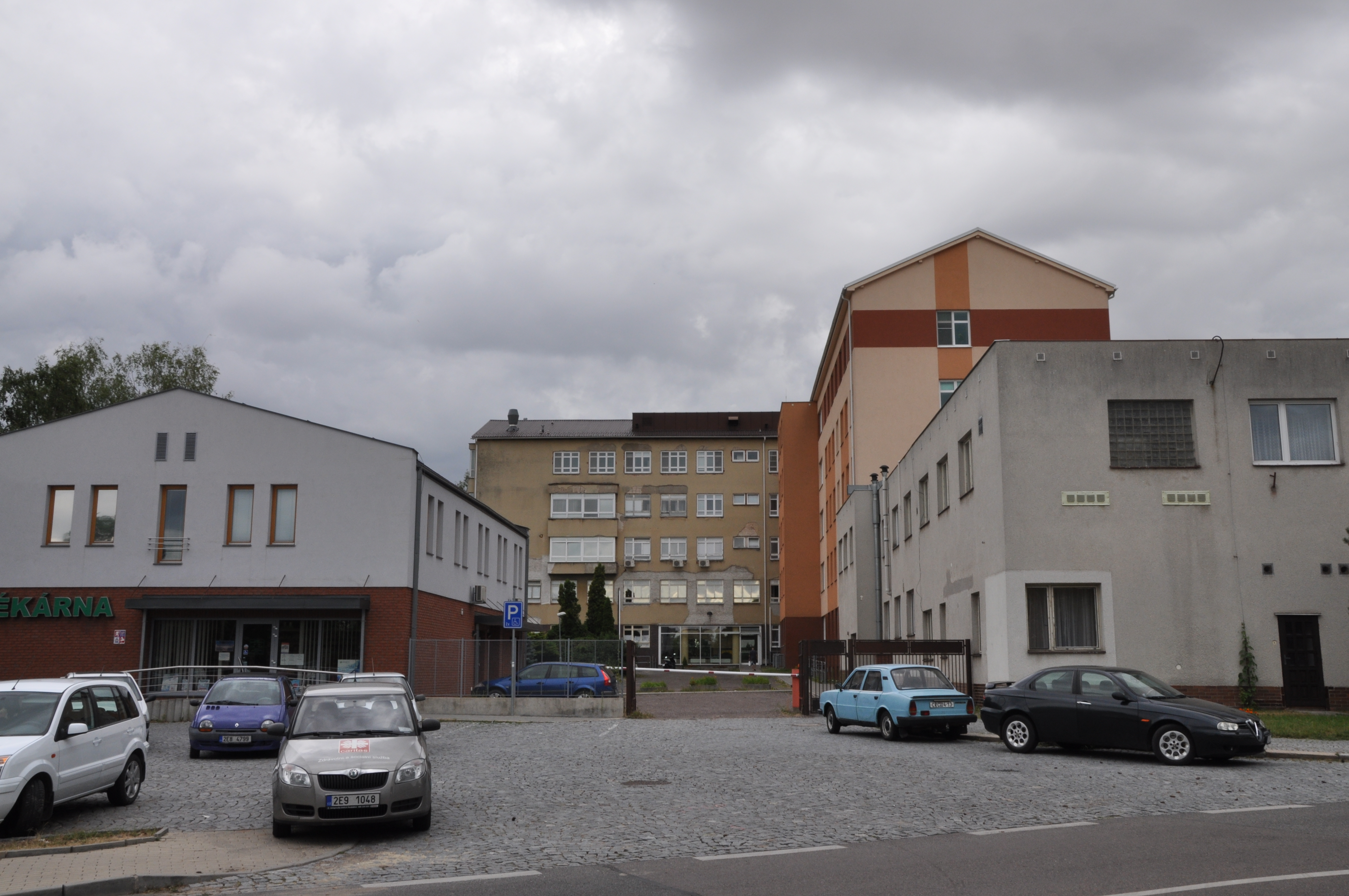
Nemocnice v Chrudimi (1948)
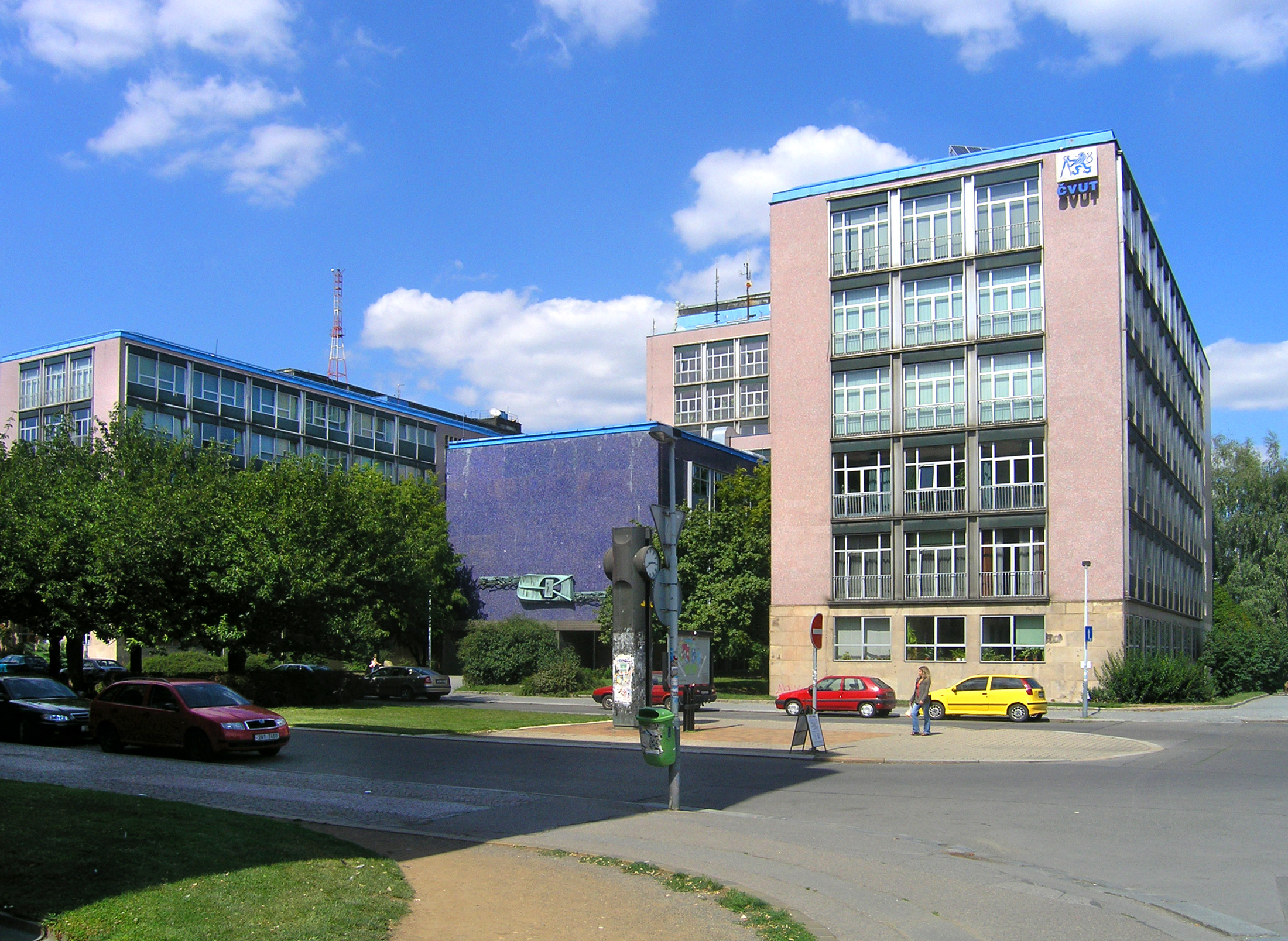
Fakulta elektrotechniky ČVUT
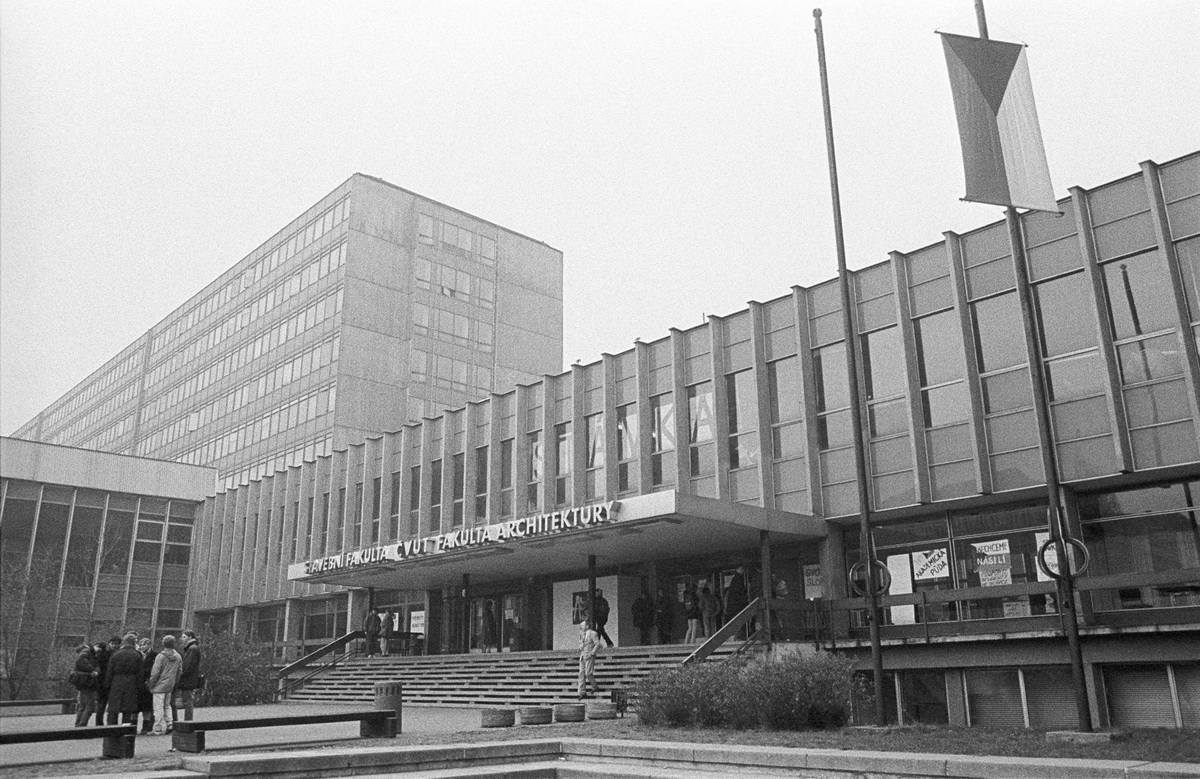
Fakulta stavební ČVUT

### Nezrealizované projekty
- Projekt městské infekční nemocnice v Bratislavě (1930)
- Nemocnice v Záhřebu (1931)
- Sanatorium TBC, Vyšné Hágy (1932)
- Klinická nemocnice Motol (1936, 1937)
- Budova Národního shromáždění na Letné (1947)